# Ранняя норвежская блэк-метал-сцена
Ранняя норвежская блэк-метал-сцена — музыкальная сцена и субкультура, сформировавшаяся в Норвегии в конце 80-х — начале 90-х годов на основе жанра блэк-метал. Сообщество, иногда называемое «Чёрным кругом», состояло из молодых людей, многие из которых собирались в музыкальном магазине Helvete (с норв. — «Ад») в Осло.
Сцена была предметом разногласий в силу антихристианских убеждений её членов и совершённых ими преступлений. Среди них два убийства, свыше двух десятков поджогов, и другие, как утверждалось, «сатанински-мотивированные» преступления. Сцена привлекла внимание норвежских и международных СМИ, которые зачастую преувеличивали предъявляемые к её членам претензии. Например, один из норвежских телевизионных каналов показал интервью с женщиной, которая утверждала, что «сатанисты» принесли в жертву её ребёнка и убили её собаку.

## Музыкальные инновации
В те времена не было стандарта звучания. Нам самим предстояло решить, что достойно называться блэк-металом.Гюльве «Фенриз» Нагелль, ударник группы Darkthrone
В течение 80-х годов термин «блэк-метал» не имел чёткого определения и применялся к творчеству игравшей экстремальный метал горстки коллективов, которых объединяли такие черты как «кричащий» вокал (скриминг), высокие гитарные тона, грубая звукозапись и «сатанинская» лирика, хотя большинство групп так называемой «первой волны» обращались к сатанизму исключительно с целью эпатажа. В течение 1990—1992 годов ряд норвежских музыкантов, находившихся под сильным впечатлением от этих групп, начали исполнять и выпускать новый тип блэк-метал-музыки. Последовавший за этим всплеск интереса и популярности часто упоминается как «вторая волна блэк-метала».
Норвежские группы превратили стиль своих предшественников из 80-х в отдельный жанр хеви-метал-музыки.
Отличительной чертой норвежского блэк-метала стал новый стиль игры на гитаре, в котором гитарист играл полные аккорды с терциями, вместо «пауэр-аккордов» с использованием только кварт и квинт. Согласно Фенризу, авторами этого нововведения являются Эйстейн «Евронимус» Ошет (Mayhem) и Снорре Рух (Thorns). Он также отмечал, что данный стиль был унаследован от Bathory и стал новым стандартом для многих групп в 90-е годы.

## История сцены

### Mayhem и Дэд
Родоначальником норвежской блэк-метал-сцены стала группа Mayhem, созданная в 1984 году. В 1987 году они выпускают первый в истории сцены студийный альбом Deathcrush. В 1988 году место вокалиста в группе занимает Пер Ингве «Дэд» Олин, с приходом которого концерты группы приобрели известность. Дэд был увлечён идеями смерти и на сцене создавал образ мертвеца:
Это не имело ничего общего с макияжем Kiss или Элиса Купера. Дэд действительно хотел выглядеть как труп. Он так делал не затем, чтобы выглядеть круто.Йорн «Некробутчер» Стубберуд, басист Mayhem
По словам Яна Акселя «Хеллхаммера» Бломберга, ударника Mayhem, именно Дэд первым среди блэк-метал-музыкантов начал использовать чёрно-белый грим — «корпспэйнт». Во время концертов Дэд облачался в предварительно зарытую в землю одежду, наносил порезы на руках. В дополнение к этому музыканты Mayhem часто устанавливали на сцене насаженные на колья свиные или овечьи головы.
8 апреля 1991 Дэд покончил жизнь самоубийством, выстрелив себе в голову из дробовика. Обнаруживший тело Евронимус перед тем как звонить в полицию сделал несколько фотографий, одна из которых позднее была использована в качестве обложки бутлега Dawn of the Black Hearts. Со временем распространились слухи, что Евронимус (и/или другие члены группы) употребил в пищу несколько кусочков мозга Дэда, а осколки черепа использовал для ожерелий. Последний факт позднее был подтверждён участниками группы. Кроме этого утверждалось, что Евронимус раздавал эти ожерелья тем музыкантам, кого он считал достойными.
Некробутчер отмечал: «Некоторые люди стали более осведомлены о сцене [блэк-метала] после того, как Дэд застрелился. <…> Я думаю, что именно самоубийство Дэда действительно изменило сцену». Ударник Emperor Борд «Фауст» Эйтун считает, что суицид Дэда «обозначил веху, с которой под руководством Евронимуса блэк-метал-сцена начала свою одержимость всем сатанинским и злым». Позднее два других члена сцены покончили с собой: Эрик «Грим» Брёдрешифт (Immortal, Borknagar и Gorgoroth) в 1999 году и Эспен «Storm» Андерсен (Strid) в 2001 году.

### Helvete и «Чёрный круг»
В мае-июне 1991 года Евронимус открывает музыкальный магазин под названием Helvete. Термин Helvete (в переводе с норвежского — «Ад») происходит от древнескандинавского hels viti, то есть «наказание Хель». Магазин располагался по адресу Schweigaards gate 56 в Осло. Норвежские блэк-метал-музыканты часто собирались в подвале магазина, включая участников Mayhem, Emperor, Варга Викернеса из Burzum и Снорре Руха из Thorns. Евронимус также основал независимый лейбл звукозаписи Deathlike Silence Productions, который базировался в Helvete. На нём были выпущены альбомы Mayhem и Burzum, а также шведских групп Merciless и Abruptum. Евронимус, Викернес и гитарист Emperor Томас «Самот» Хауген одно время жили в магазине, равно как и Фауст, который работал в магазине. Стены магазина были окрашены в чёрный и декорированы средневековым оружием, постерами групп и пластинками, а витрину украшало надгробие из полистирола. Магазин был закрыт в январе 1993 года.
Собиравшихся в Helvete называли «Чёрным кругом» или «Внутренним кругом блэк-метала» (англ. «The Black Circle», «Black Metal Inner Circle»), иногда распространяя это название на всю норвежскую блэк-метал-сцену. Согласно Фаусту оно было придумано Евронимусом, однако сам факт существования «Чёрного круга» как некоторой организации является крайне спорным. Помимо того, что название подразумевает, что сообщество являлось своего рода культом, упоминания о нём сильно различаются. Так книги Lucifer Rising: Sin, Devil Worship and Rock and Roll и Lords of Chaos: The Bloody Rise of the Satanic Metal Underground обе говорят о существовании «Чёрного круга». Например, анонс основанного на Lords of Chaos фильма гласит:
В расширяющейся нечестивой войне блэк-метал-группы и их одержимые поклонники оставили мрачное наследие самоубийства, убийства и терроризма, распространяющегося из Норвегии в Германию, Россию, Америку и далее. Фильм будет сосредоточен на отношениях между легендарными личностями, Варгом Викернесом и Евронимусом, и остальными из "Чёрного круга", и тем, как они вели войну против властей в своей родной стране.
В то время как Варг Викернес в своей рецензии на Lucifer Rising отрицает его существование, заявляя:
Во-первых, так называемый „Чёрный круг“ был придуман Евронимусом, поскольку он хотел, чтобы люди поверили в существование такой вещи, но это ерунда, и его никогда не существовало. С другой стороны, СМИ одно время верили в его существование, однако быстро перестали о нём говорить, когда поняли, что это был специально пущенный слух.
Аналогично, отвечая в Lords of Chaos на вопрос «Чем был Чёрный круг?», Фауст говорит:
Это было всего лишь название людей, болтавшихся вокруг магазина <…> там не было членства, членских карточек и официальных встреч.
Открытие Helvete привело к распространению стиля блэк-метал среди норвежских групп. Как написал Дениэл Экерот в 2008 году:
В течение всего нескольких месяцев [после открытия Helvete], Евронимус и его идеи завладели умами многих молодых музыкантов, и вскоре норвежские дет-метал-группы стали превращаться в блэк-метал-группы. Amputation стали Immortal, Thou Shalt Suffer превратились в Emperor, а Darkthrone поменяли свой вдохновлённый шведами дет-метал на примитивный блэк-метал. Наиболее печально известный гитарист Old Funeral Кристиан Викернес уже покинул группу, чтобы сформировать своё собственное творение Burzum.

### Поджоги церквей
Музыканты и поклонники норвежской блэк-метал-сцены приняли участие более чем в 50 поджогах христианских церквей в период с 1992 по 1996 годы. Возраст некоторых из них насчитывал несколько сотен лет, и они по праву считались важными объектами исторического наследия. Одной из первых и наиболее известной стала церковь в Фантофте, которая, как полагала полиция, была сожжена Варгом Викернесом. Доказать его причастность к этому эпизоду не удалось, однако в мае 1994 года он был признан виновным в сожжении часовни в Хольменколлене, церквей в Шолле и Осане. Викернес и Евронимус также планировали одновременно с выходом альбома De Mysteriis Dom Sathanas Mayhem взорвать Нидаросский собор, который изображён на обложке альбома. Однако убийство Евронимуса в августе 1993 года положило конец этому плану и задержало выход альбома. Музыканты Самот, Фауст и Йорн Инге Тунсберг также были осуждены за поджоги церквей.
Мнения по поводу поджогов церквей различаются внутри блэк-метал-сообщества. Например, гитарист Инфернус и бывший вокалист Гаал из Gorgoroth хвалили поджоги церквей в интервью, последний сказал, что «их должно было быть больше, и их будет больше». С другой стороны, Некробутчер и Кьетил Манхейм из Mayhem отзывались о них негативно, последний заявил, что «Это были люди, пытавшиеся получить признание внутри сообщества [блэк-метал-сцены] … они хотели добиться своего рода одобрения и статуса».
Ниже приведён неполный список совершённых поджогов:
1992:
- 23 мая: церковь Storetveit (Берген)[21]
- 6 июня: церковь в Фантофте (Берген)[22] — главным подозреваемым являлся Викернес, однако доказать его причастность к поджогу следствию не удалось[22].
- 1 августа: церковь в Revheim (Ставангер)[22]
- 21 августа: часовня в Хольменколлене (Осло)[21] — были осуждены Викернес и Фауст; Евронимус также принимал участие в поджоге, но был убит до начала суда[5][17][19][23].
- 1 сентября: церковь в Ormøya (Осло)[21]
- 13 сентября: церковь в Шолле (Виндафьорд)[21] — были осуждены Викернес и Самот.
- 3 октября: церковь в Hauketo (Осло)[21]
- 24 декабря: церковь Осане (Берген) — были осуждены Викернес и Тунсберг[1].
- 25 декабря: церковь методистов в Сарпсборге — в ходе тушения погиб пожарный[1].

1993:
- 7 февраля: новая церковь в Lundby (Гётеборг, Швеция)[24][25]

1994:
- 13 марта: церковь в Сунне[26]
- 27 марта: церковь в Seegård (Snertingdal)[26]
- 16 мая: попытка поджога Ставкирки из Гуля (Бускеруд)[26]
- 17 мая: попытка поджога часовни в Åmodt (Бускеруд)[26]
- 4 июня: церковь в Frogn (Дрёбак)[26]
- 19 июня: попытка поджога церкви в Heni (Еррум)[26]
- 7 июля: церковь в Jeløy[26]
- 21 июля: попытка поджога церкви Odda[26]
- 13 августа: попытка поджога часовни в Loop (Мельдал)[26]
- 10 декабря: попытка поджога церкви в Åkra[26]
- 22 декабря: попытка поджога церкви в Ашим[26]
- 26 декабря: попытка поджога церкви в Klemestrud[26]

1995:
- 13 мая: Lord Church (Телемарк)[27]
- 25 мая: церковь в Såner (Вестбю)[27]
- 14 июня: церковь в Moe (Саннефьорд)[27]
- 21 июля: попытка поджога церковной школы в Eidanger[27]
- 3 сентября: попытка поджога церковной школы в Vågsbygd (Oddernes)[27]
- 3 ноября: церковь в Innset (Реннебу)[27]

### Убийства Магне Анрэассена и Евронимуса
21 августа 1992 года Фауст убил гея Магне Анрэассена в лесу возле Лиллехаммера. У полиции не было подозреваемых, и Фауст оставался на свободе около года. Однако внутри блэк-метал-сцены это убийство было «секретом Полишинеля».
В конце января 1993 года Варг Викернес из Burzum дал интервью журналисту из газеты Bergens Tidende. Однако интервью привело к расследованию полицией серии поджогов церквей и убийства Андрэассена, и Викернес был арестован на неделю. Евронимус решил закрыть Helvete в силу негативного внимания к магазину.
10 августа 1993 года Викернес и Снорре Рух приехали из Бергена к Евронимусу в квартиру на улицу Тёйен (норв. Tøyengata) в Осло. После их прибытия началась ссора, закончившаяся смертью Евронимуса от рук Викернеса. Его тело было найдено с 23 резаными ранениями.
Были предположения, что убийство связано с борьбой за власть, финансовым спором по поводу записей Burzum или попыткой «превзойти» Фауста и убийство в Лиллехаммере. Викернес утверждает, что Евронимус сам планировал его убить. По его словам в ночь убийства он собирался передать ему подписанный контракт и «сказать ему, чтобы он отвалил», однако Евронимус первый напал на него. Более того, Викернес оправдывается, что большая часть порезов была получена Евронимусом в результате падения на разбитое стекло во время борьбы, хотя Фауст и другие члены сцены ставят эту версию под сомнение.
Как бы то ни было, Викернес был арестован спустя несколько дней. Фауст также был арестован, и позже ему было предъявлено обвинение в убийстве Андрэассена. В мае 1994 года Викернес за убийство и 4 поджога церквей был приговорён к высшей в Норвегии мере наказания — 21 году тюремного заключения. Викернес улыбался во время оглашения приговора, и фотография его улыбки была широко растиражирована новостными СМИ. В том же месяце был выпущен альбом Mayhem De Mysteriis Dom Sathanas, гитарную партию на котором исполнял Евронимус, а на басу играл Викернес. Перед выпуском семья Евронимуса попросила ударника Mayhem Хеллхаммера перезаписать партии для бас-гитары. Хеллхаммер сказал: «Я посчитал уместным, что убийца и жертва находятся на одной записи. Я пустил слух, что перезаписываю басовые партии, однако я этого не сделал».

## Список исполнителей
Ниже приведён список норвежских исполнителей, выпускавших музыку в жанре блэк-метал в период с 1987 по 1993 года:
| Группа                       | Год основания | Место основания         |
| ---------------------------- | ------------- | ----------------------- |
| Ancient                      | 1992          | Эидсвог, Нессет         |
| Arcturus (Mortem)            | 1987          | Осло                    |
| Burzum                       | 1991          | Берген, Хордаланн       |
| Carpathian Forest (Enthrone) | 1990          | Саннес, Ругаланн        |
| Darkthrone (Black Death)     | 1986          | Кульботн, Оппегор       |
| Emperor                      | 1991          | Нутодден, Телемарк      |
| Enslaved                     | 1991          | Хёугесунн, Ругаланн     |
| Fimbulwinter                 | 1992          | Осло                    |
| Gorgoroth                    | 1992          | Берген, Хордаланн       |
| Hades/Hades Almighty         | 1992          | Берген, Хордаланн       |
| Ildjarn                      | 1992          | Бё, Телемарк            |
| Immortal                     | 1990          | Берген, Хордаланн       |
| Mayhem                       | 1984          | Осло                    |
| Satyricon                    | 1991          | Осло                    |
| Taake                        | 1993          | Берген                  |
| Thorns (Stigma Diabolicum)   | 1989          | Тронхейм, Сёр-Трёнделаг |
| Thou Shalt Suffer(Emperor)   | 1991          | Нутодден, Телемарк      |
| Ulver                        | 1993          | Осло                    |

## Список альбомов
Ниже представлен список альбомов и записей в жанре блэк-метал вышеперечисленных групп за 1987—1993 годы. Жирным выделены студийные альбомы, остальные — демозаписи и мини-альбомы.
| Год/Месяц       | Группа            | Название                                     | Примечания                                                                        |
| --------------- | ----------------- | -------------------------------------------- | --------------------------------------------------------------------------------- |
| 1987-08         | Mayhem            | Deathcrush                                   |                                                                                   |
| 1989-12         | Stigma Diabolicum | Luna de nocturnus                            |                                                                                   |
| 1990-03         | Stigma Diabolicum | Lacus de luna                                |                                                                                   |
| 1990-11         | Mayhem            | Live in Leipzig                              | записан на концерте 26/11/1990, однако официально выпущен только в июле 1993 года |
|                 |                   | 1991                                         |                                                                                   |
| 1991-01         | Darkthrone        | Soulside Journey                             | первый и единственный дет-метал-альбом Darkthrone                                 |
| 1991-??         | Mayhem            |                                              |                                                                                   |
| 1991-05         | Burzum            | Burzum Demo I                                |                                                                                   |
| 1991-06         | Thorns            | Grymyrk                                      |                                                                                   |
| 1991-07         | Thou Shalt Suffer | Open the Mysteries of Your Creation          |                                                                                   |
| 1991-07         | Enthrone          | Black Wings                                  |                                                                                   |
| 1991-07         | Arcturus          | My Angel                                     |                                                                                   |
| 1991-08         | Darkthrone        | A Blaze in the Northern Sky                  |                                                                                   |
| 1991-09         | Burzum            | Burzum Demo II                               |                                                                                   |
| 1991-10         | Immortal          | Immortal                                     |                                                                                   |
| 1991-10         | Thou Shalt Suffer | Into the Woods of Belial                     |                                                                                   |
| 1991-12         | Enslaved          | Nema                                         |                                                                                   |
|                 |                   | 1992                                         |                                                                                   |
| 1992-02         | Ildjarn           | Unknown Truths                               |                                                                                   |
| 1992-03         | Burzum            | Burzum                                       |                                                                                   |
| 1992-04         | Burzum            | Det som engang var                           | записан в апреле 1992 года, выпущен в августе 1993 года                           |
| 1992-06         | Satyricon         | All Evil                                     |                                                                                   |
| 1992-06         | Enslaved          | Yggdrasill                                   |                                                                                   |
| 1992-06         | Darkthrone        | Under a Funeral Moon                         | записан в июне 1992 года, выпущен в июне 1993 года                                |
| 1992-07         | Immortal          | Diabolical Fullmoon Mysticism                |                                                                                   |
| 1992-07         | Emperor           | Wrath of the Tyrant                          |                                                                                   |
| 1992-08         | Burzum            | Aske                                         | записан в августе 1992 года, выпущен в марте 1993 года                            |
| 1992-09         | Carpathian Forest | Bloodlust & Perversion                       |                                                                                   |
| 1992-09         | Burzum            | Hvis lyset tar oss                           | записан в сентябре 1992, однако выпущен только в апреле 1994 года                 |
| 1992-12         | Fimbulwinter      | Fimbulwinter Demo                            | перевыпущен как полноценный альбом под названием Servants of Sorcery в 1994 году  |
| 1992-??         | Thorns            | Trøndertun                                   |                                                                                   |
|                 |                   | 1993                                         |                                                                                   |
| 1993-01         | Ildjarn           | Ildjarn Demo                                 |                                                                                   |
| 1993-03         | Burzum            | Filosofem                                    | записан в марте 1993 года, выпущен в январе 1996 года                             |
| 1993-03         | Satyricon         | The Forest Is My Throne                      |                                                                                   |
| 1993-04         | Gorgoroth         | A Sorcery Written in Blood                   |                                                                                   |
| 1993-05         | Ildjarn           | Norse                                        |                                                                                   |
| 1993-06         | Hades Almighty    | Alone Walkyng                                |                                                                                   |
| 1993-08         | Ancient           | Eerily Howling Winds                         |                                                                                   |
| 1993-09         | Satyricon         | Dark Medieval Times                          | записан в августе-сентябре 1993 года и выпущен в начале 1994 года                 |
| 1993-10         | Emperor           | Emperor                                      |                                                                                   |
| 1993-10         | Enslaved          | Hordanes Land                                |                                                                                   |
| 1993-11         | Immortal          | Pure Holocaust                               |                                                                                   |
| 1993-11         | Ulver             | Vargnatt                                     |                                                                                   |
| 1993-12         | Darkthrone        | Transilvanian Hunger                         | записан в ноябре-декабре 1993 года и выпущен в феврале 1994 года                  |
| 1993-??         | Carpathian Forest | Journey Through the Cold Moors of Svarttjern |                                                                                   |
| 1992-??-1993-?? | Mayhem            | De Mysteriis Dom Sathanas                    | записан в 1992—1993, выпущен в 1994 году                                          |